# Kristy Jaeckel
Pour les articles homonymes, voir Jaeckel.
Kristy Jaeckel est une joueuse de volley-ball américaine née le 12 octobre 1989 à Littleton (Colorado). Elle mesure 1,87 m et joue au poste de réceptionneuse-attaquante.

## Biographie
En février 2017, elle effectue son retour à l'ASPTT Mulhouse. Recrutée pour pallier l'absence de la française Astrid Souply, blessée à l'épaule, elle remporte le Championnat de France quelques mois plus tard.

## Clubs
| Club                  | De        | À         |
| --------------------- | --------- | --------- |
| University of Florida | 2007-2008 | 2010-2011 |
| Mets de Guaynabo      | 2012-2012 | 2012-2012 |
| Nantes Volley         | 2012-2013 | 2012-2013 |
| ASPTT Mulhouse        | 2013-2014 | 2013-2014 |
| Puregold              | 2014-2015 | 2014-2015 |
| Changas de Naranjito  | 2015-2015 | '…        |
| ASPTT Mulhouse        | 2016-2017 | 2016-2017 |